# Salernes
Salernes este o comună în departamentul Var din sud-estul Franței. În 2009 avea o populație de 3.574 de locuitori.

## Evoluția populației
| An        | 1975  | 1982  | 1990  | 1999  | 2006  | 2009  |
| --------- | ----- | ----- | ----- | ----- | ----- | ----- |
| Populație | 2.469 | 2.882 | 3.012 | 3.269 | 3.652 | 3.574 |